# Теплообменник

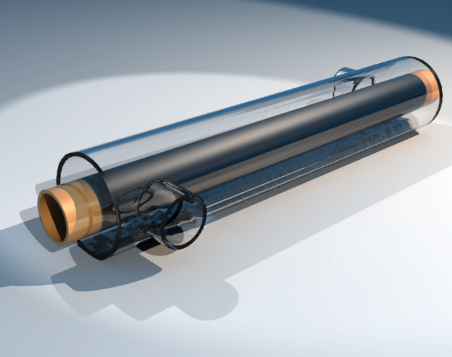
Простейший теплообменник типа «труба в трубе»

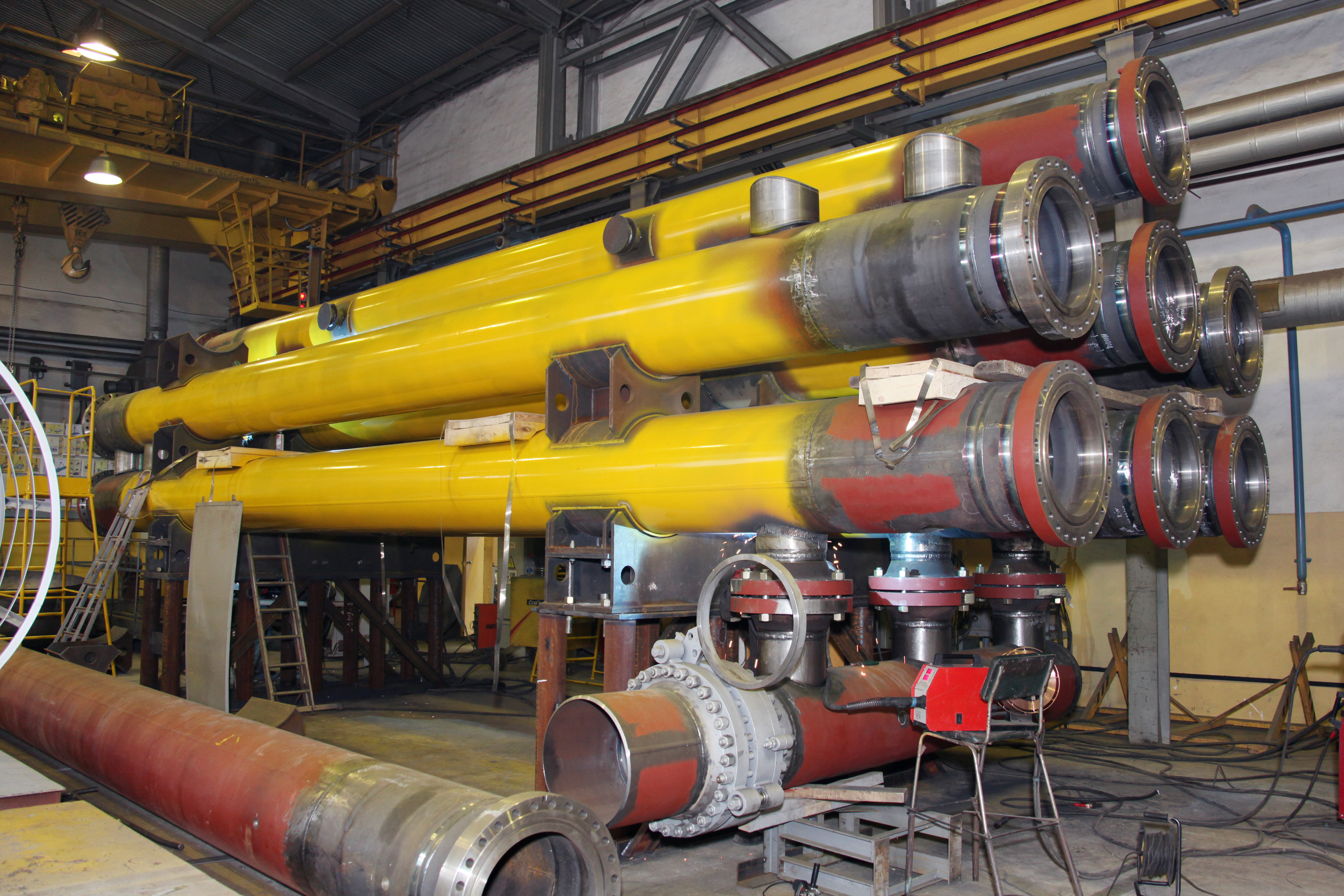
Теплообменник для газовой промышленности

Теплообменник — техническое устройство, в котором осуществляется теплообмен между двумя средами, имеющими различные температуры.
По принципу действия теплообменники подразделяются на рекуператоры и регенераторы. В рекуператорах движущиеся теплоносители разделены стенкой. К этому типу относится большинство теплообменников различных конструкций. В регенеративных теплообменниках горячий и холодный теплоносители контактируют с одной и той же поверхностью поочерёдно. Теплота накапливается в стенке при контакте с горячим теплоносителем и отдаётся при контакте с холодным, как, например, в кауперах доменных печей.
Теплообменники применяются в технологических процессах нефтеперерабатывающей, нефтехимической, химической, атомной, холодильной, газовой и других отраслях промышленности, в энергетике и коммунальном хозяйстве.
От условий применения зависит конструкция теплообменника. Существуют аппараты, в которых одновременно с теплообменом протекают и смежные процессы, такие как фазовые превращения, например, конденсация, испарение, смешение. Такие аппараты имеют свои наименования: конденсаторы, испарители, градирни, конденсаторы смешения.
В зависимости от направления движения теплоносителей рекуперативные теплообменники могут быть прямоточными при параллельном движении в одном направлении, противоточными при параллельном встречном движении, а также при взаимно поперечном движении двух взаимодействующих сред.

## Основные виды теплообменников
Наиболее распространённые в промышленности рекуперативные теплообменники:
- Кожухотрубчатые (кожухотрубные) теплообменники,
- Элементные (секционные) теплообменники,
- Двухтрубные теплообменники вида «труба в трубе»[2],
- Витые теплообменники,
- Погружные теплообменники,
- Оросительные теплообменники,
- Ребристые теплообменники,
- Спиральные теплообменники,
- Пластинчатые теплообменники,
- Пластинчато-ребристые теплообменники,
- Графитовые теплообменники,
- Миниканальные теплообменники[3].
- Геликоидные теплообменники

## Конструкции теплообменников
Основные виды рекуперативных теплообменников.
- Кожухотрубные теплообменники. К корпусу, кожуху по торцам приварены трубные решетки, в которых закреплены пучки труб. В основном трубы в решетках крепятся с уплотнением развальцовкой или каким-то другим способом в зависимости от материала труб и давления в аппарате. Трубные решетки закрываются крышками на прокладках и болтах или шпильках. На корпусе имеются патрубки (штуцера), через которые один теплоноситель проходит через межтрубное пространство. Второй теплоноситель через патрубки (штуцера) на крышках проходит по трубам. В многоходовом теплообменнике в корпусе и крышках установлены перегородки для повышения скорости теплоносителей. Для увеличения теплоотдачи применяют оребрение теплообменных труб, которое выполняется или накаткой, или навивкой ленты. В случае необходимости, конструкция аппарата должна предусматривать его очистку.
- Элементные теплообменники. Каждый элемент такого аппарата представляет собой простейший кожухотрубный теплообменник без перегородок. Такие аппараты допускают при этом более высокое давление. Однако такая конструкция получается более громоздкой и тяжёлой, чем кожухотрубный аппарат.
- Погружные теплообменники. В погружном змеевиковом теплообменнике один теплоноситель движется по змеевику, погруженному в бак с другим жидким теплоносителем. Скорость жидкости в межтрубном пространстве незначительна и, следовательно, теплоотдача от жидкости сравнительно невелика. Такие теплообменники находят применение благодаря своей простоте и дешевизне в небольших установках.
- Теплообменники типа «труба в трубе». Теплообменный элемент такого аппарата показан на рисунке. Отдельные элементы соединены между собой патрубками и калачами, образуя цельный аппарат необходимого размера. Эти теплообменники находят себе применение при небольших расходах теплоносителей и при высоких давлениях.
- Оросительные теплообменники. Такой тип теплообменников применяется главным образом в качестве конденсаторов в холодильных установок. Оросительный теплообменник представляет собой змеевик из горизонтальных труб, размещённых в вертикальной плоскости в виде ряда параллельных секций. Над каждым рядом находится жёлоб, из которого струйками стекает охлаждающая вода на теплообменные тубы, омывая их наружную поверхность. При этом часть охлаждающей воды испаряется. Оставшаяся вода возвращается насосом, а потери компенсируются из водопровода. Эти теплообменники устанавливаются на открытом воздухе и ограждаются деревянными решетками, чтобы уменьшить унос воды.
- Графитовые теплообменники. Теплообменники для химически агрессивных сред изготовляют из блоков графита, который пропитывают специальными смолами для устранения пористости. Графит отличается хорошей теплопроводностью. В блоках просверливают каналы для теплоносителей. Блоки уплотняются между собой прокладками из резины или тефлона и стягиваются крышками со стяжками.
- Теплообменники пластинчатые. Такие теплообменники состоят из набора пластин, в которых отштампованы волнистые поверхности и каналы для протока жидкости. Пластины уплотняются между собой резиновыми прокладками и стяжками. Такой теплообменник прост в изготовлении, легко модифицируется (добавляются или убираются пластины), его легко чистить, у него высокий коэффициент теплопередачи, но его нельзя применять при высоких давлениях.
- Пластинчато-ребристый теплообменник. Теплообменник такого типа в отличие от пластинчатого теплообменника состоит из системы разделительных пластин, между которыми находятся ребристые поверхности — насадки, присоединенные к пластинам методом пайки в вакууме. С боков каналы ограничиваются брусками, поддерживающими пластины и образующие закрытые каналы. Таким образом, в основу оребренного пластинчатого теплообменника положена жесткая и прочная цельнопаянная теплообменная матрица, построенная по сотовому принципу и работоспособная (даже в исполнении из алюминиевых сплавов) до давления 100 атм. и выше. В пластинчато-ребристых теплообменниках существует большое количество насадок, что позволяет подбирать геометрию каналов со стороны каждого из потоков, реализовывая оптимальную конструкцию. Основные достоинства данного типа теплообменников — компактность (до 4000 м²/м³) и легкость. Последнее обеспечивается за счет применения при изготовлении теплообменной матрицы пакета из тонколистовых деталей из легких алюминиевых сплавов.
- Теплообменники спиральные. Теплообменник представляет собой два спиральных канала, навитых из рулонного материала вокруг центральной разделительной перегородки — керна, среды движутся по каналам. Одно из назначений спиральных теплообменников —нагревание и охлаждение высоковязких жидкостей.
- Теплообменники битермические. Это сдвоенные модификации, особенность, которых заключается в двойном объеме передачи тепла, к воде и теплоносителю, и от газа к теплоносителю[4].

При выборе между пластинчатыми и кожухотрубными теплообменниками предпочтительными являются пластинчатые, коэффициент теплопередачи которых более чем в три раза больше, чем у традиционных кожухотрубных.
При этом для решения одной и той же задачи по нагреву среды кожухотрубный теплообменник будет занимать площадь в 3-4 раза больше чем сравнимый по эффективности пластинчатый теплообменник или в 6-10 раз больше чем сравнимый по эффективности геликоидный теплообменник.
В то же время иностранные пластинчатые теплообменники, оснащённые средствами автоматики, регулирования и надёжной арматурой, позволяют снизить количество теплоносителя, идущего на нагрев воды. А значит, и диаметры трубопроводов и запорно-регулирующей арматуры, снизить нагрузки на сетевые насосы и, соответственно, уменьшить потребление электроэнергии. В последнее время стали появляться современные отечественные геликоидные теплообменники, оснащенные трубками, профилированными таким образом, чтобы рост гидравлического сопротивления превышал рост теплоотдачи вследствие применения турбулизаторов потока. Это достигается накаткой на внешней поверхности трубы кольцевых или винтообразных канавок, вследствие образования которых на внутренней поверхности трубы образуются плавно очерченные выступы небольшой высоты, интенсифицирующие теплоотдачу в трубах. Данная технология, в дополнение к таким важным показателям как высокая надежность (также при гидравлическом ударе) и меньшая стоимость, дает отечественному теплообменному оборудованию дополнительные преимущества по сравнению с иностранными пластинчатыми аналогами. Серьёзной проблемой является коррозия теплообменников. Для защиты от коррозии применяется газотермическое напыление трубных досок, труб пароперегревателей. Это относится не только к кожухотрубным теплообменникам, изготовленным из углеродистой стали. Геликоидные теплообменники и пластины пластинчатых теплообменников в подавляющем большинстве изготавливаются из коррозионно-стойкой жаропрочной стали, но несмотря на это, также подвержены питтинговой коррозии при использовании неингибированных теплоносителей.